# Morant Bay
Morant Bay – miasto w południowo-wschodniej Jamajce w hrabstwie Surrey. Miasto jest stolicą regionu Saint Thomas. W 1865 roku doszło w miejscowości do jednej z większych rebelii w historii Jamajki wznieconej przez niewolników .

## Miasta partnerskie
- Hartford, Stany Zjednoczone